# Phakumba
Phakumba – gaun wikas samiti we wschodniej części Nepalu w strefie Meći w dystrykcie Taplejung. Według nepalskiego spisu powszechnego z 2001 roku liczył on 733 gospodarstw domowych i 4144 mieszkańców (2125 kobiet i 2019 mężczyzn).